# Puntate di Ghoul
La miniserie televisiva Ghoul, composta da 3 puntate, è stata interamente distribuita a livello internazionale il 24 agosto 2018 su Netflix, in tutti i paesi in cui il servizio è disponibile.
Nella versione italiana i titoli degli episodi sono rimasti in inglese.
| n° | Titolo originale                    | Pubblicazione USA | Pubblicazione Italia |
| -- | ----------------------------------- | ----------------- | -------------------- |
| 1  | Out of the Smokeless Fire           | 24 agosto 2018    | 24 agosto 2018       |
| 2  | The Nightmares Will Begins          | 24 agosto 2018    | 24 agosto 2018       |
| 3  | Reveal Their Guilt, Eat Their Flesh | 24 agosto 2018    | 24 agosto 2018       |

## Out of the Smokeless Fire
- Diretto da: Patrick Graham
- Scritto da: Patrick Graham

### Trama
Dopo aver denunciato le attività antigovernative di suo padre, Nida Rahim viene inserita come agente nel centro interrogatori della remota prigione di Meghdoot 31.
- Durata: 45 min

## The Nightmares Will Begins
- Diretto da: Patrick Graham
- Scritto da: Patrick Graham

### Trama
Nida è perseguitata da immagini del passato. Ali Saeed, capo di una setta, dà risposte inquietanti durante l'interrogatorio, il che la spinge a dubitare del suo movente.
- Durata: 44 min

## Reveal Their Guilt, Eat Their Flesh
- Diretto da: Patrick Graham
- Scritto da: Patrick Graham

### Trama
Nida si rende conto che dentro a Saeed vive un ghoul. Dopo aver informato i suoi colleghi, scopre l'allarmante verità sulle implicazioni di questa presenza.
- Durata: 50 min